# Dalmatinska iglica
Dalmatinska iglica (dalmatinska krvomočnica, dalmatinski zdravac, lat. Geranium dalmaticum) je endemska biljka iz porodice Geraniaceae.

## Rasprostranjenost
Jedino nalazište je na poluotoku Pelješcu. Raste na sjevernim obroncima od 350 m nadmorske visine na više i na južnim padinama između 300 i 900 m nadmorske visine.

## Izgled
Visoka je 10 do 15 cm. Cvjetovi su dekorativni, ružičaste boje, simetrični, s po 5 lapova, 5 latica i 10 prašnika. Plodnica je nadrasla s 5 vjenčića, koji su skupljeni u dug kljun. Cvate u lipnju i srpnju. Listovi su okrugli, glatki i zeleni. Raste u većim busenima. Razmnožava se sjemenom.

## Ekološki zahtjevi
Odgovaraju joj kamenjare i svijetle šume dalmatinskoga crnoga bora. Duga je vijeka i otporna. Uništava se branjem, zbog dekorativna izgleda. 

## Zanimljivosti
Hrvatska pošta je tiskala poštansku marku s likom dalmatinske iglice 2000. godine. Vrijednosti poštanske marke je 5 kuna, a naklada od 350 000 primjeraka. Dizajner poštanske markice je Danijel Popović.

## Vanjske poveznice
- - poštanska marka s likom dalmatinske iglice  Arhivirana inačica izvorne stranice od 27. rujna 2007. (Wayback Machine)